# جيم هوستون
جيم هوستون (بالإنجليزية: Jim Houston)‏ هو لاعب كرة قدم أمريكية أمريكي، ولد في 3 نوفمبر 1937 في ماسيلون في الولايات المتحدة، وتوفي في 11 سبتمبر 2018.

## وصلات خارجية
- جيم هوستون على موقع مرجع كرة القدم المحترفة.كوم (الإنجليزية)